# 伊萬諾沃 (白俄羅斯)
伊萬諾沃（羅馬化：Ivanava，羅馬化：Ivanovo）是白俄罗斯布列斯特州伊萬諾沃區内的城市及该区的行政中心。該市距離首府布列斯特132公里，面積10平方公里，海拔高度140米，2011年人口16,282。第二次世界大戰期間，納粹德國在1941年6月27日至1944年7月佔領該市。

## 外部連結
- Photos on Radzima.org （页面存档备份，存于）
- Pre-war photos of Janów Poleski
- Janów on a lithography by （页面存档备份，存于） Napoleon Orda
- Janów-Kamień Koszyrski railroad as of 1926 （页面存档备份，存于）

1. ↑  . belsat.gov.by.   [11 June 2024]. （原始内容存档于2 April 2024）.